# Centro italiano di studi sull'alto medioevo
La fondazione Centro italiano di studi sull'alto medioevo, abbreviato in CISAM, è un'istituzione che promuove attività di ricerca e di alta formazione sul Medioevo, in particolare sull'Alto Medioevo (V-XI secolo), attraverso congressi internazionali, settimane di studio e pubblicazioni. Ha sede a Spoleto; dopo il terremoto del 2016, ha trasferito i propri uffici da Palazzo Ancaiani a Palazzo Arroni, in via dell'Arringo, dove opera tutto l'anno con propri dipendenti.
Tutte le attività sono svolte in collaborazione con il MIUR, l'Università, le amministrazioni statali e con altri organismi pubblici e privati nazionali e internazionali.
Le settimane di studio si svolgono tradizionalmente a Spoleto dal giovedì dopo Pasqua fino al mercoledì successivo.

## Storia
È stato fondato nel giugno del 1952 da Giuseppe Ermini, rettore dell'Università di Perugia poi Ministro della pubblica istruzione, al termine di un Congresso di studi Longobardi suggerito qualche anno prima da Luigi Fausti e promosso nel 1951 dall'Accademia spoletina e dalla Deputazione di Storia Patria per l'Umbria. Lo scopo della sua fondazione era "chiamare tutto il mondo degli studiosi specializzati a far luce su un grande arco di tempo così povero di documentazione, così contraddittorio per il gioco di tante spinte contrastanti e poi convergenti". Si intendeva costituire un punto di riferimento non solo per la comunità scientifica mondiale, ma anche per gli appassionati cultori dei secoli medievali, un'occasione accademica non ingessata, ma aperta a giovani studiosi e alla libertà di ricerca e di dibattito.
Verso la fine degli anni ottanta, sotto la presidenza di Ovidio Capitani, accanto alle attività organizzative di settimane e congressi, il Centro decide di promuovere non più solo istanze di discussione e di verifica, ma anche indagini specifiche, e si impegna a sostenere il tutto con un preciso lavoro editoriale. Tale scelta amplifica e consolida l'immagine del Centro, oltre a garantire un ritorno economico indispensabile ad evitare consistenti ridimensionamenti.
Il comitato scientifico ogni anno porta a Spoleto insigni studiosi da ogni parte del mondo, il meglio della ricerca medievistica internazionale.
Da qualche anno cura e finanzia indagini archeologiche a scavi nei pressi della Rocca Albornoziana. Il ritrovamento di alcuni elementi di cinture e di un puntale, ora restaurato e in mostra presso il Museo del Ducato, conferma la presenza dei Longobardi sul colle Sant'Elia.

## Pubblicazioni
Tra le proprie pubblicazioni il CISAM conta 29 collane e 8 periodici. Tra le collane, particolare rilevanza hanno gli atti delle settimane di studio e gli atti dei congressi:

### Atti delle settimane di studio
(Tutte le pubblicazioni sono edite dal CISAM)
- 1954 I problemi della civiltà carolingia
- 1955 I problemi comuni dell'Europa post-carolingia
- 1956 I goti in Occidente: problemi
- 1957 Il monachesimo nell'alto Medioevo e la formazione della civiltà occidentale
- 1958 Caratteri del secolo VII in Occidente
- 1959 La città nell'alto Medioevo
- 1960 Le chiese nei regni dell'Europa occidentale e i loro rapporti con Roma sino all'800
- 1961 Moneta e scambi nell'alto Medioevo
- 1962 Il passaggio dall'antichità al Medioevo in Occidente
- 1963 La Bibbia nell'alto Medioevo, rist. anast. nel 1991
- 1964 Centri e vie di irradiazione della civiltà nell'alto Medioevo
- 1965 L'Occidente e l'Islam nell'alto Medioevo
- 1966 Agricoltura e mondo rurale in Occidente nell'alto Medioevo
- 1967 La conversione al cristianesimo nell'Europa dell'alto Medioevo
- 1968 Ordinamenti militari in Occidente nell'alto Medioevo
- 1969 I normanni e la loro espansione in Europa nell'alto Medioevo
- 1970 La storiografia altomedievale, rist. anast. nel 2001
- 1971 Artigianato e tecnica nella società dell'alto Medioevo occidentale, rist. anast. nel 2001 ISBN 8879880179
- 1972 La scuola nell'Occidente latino dell'alto Medioevo
- 1973 I problemi dell'Occidente nel secolo VIII
- 1974 Topografia urbana e vita cittadina nell'alto Medioevo in Occidente
- 1975 La cultura antica nell'Occidente latino dal VII all'XI secolo
- 1976 Simboli e simbologia nell'alto Medioevo, rist. anast. nel 2002 ISBN 8879880225
- 1977 Il matrimonio nella società altomedievale
- 1978 La navigazione mediterranea nell'alto Medioevo
- 1979 Gli ebrei nell'alto Medioevo
- 1980 Nascita dell'Europa ed Europa carolingia: un'equazione da verificare
- 1981 Cristianizzazione ed organizzazione ecclesiastica delle campagne nell'alto Medioevo: espansione e resistenze
- 1982 Popoli e paesi nella cultura altomedievale
- 1983 Gli slavi occidentali e meridionali nell'alto Medioevo
- 1985 L'uomo di fronte al mondo animale nell'alto Medioevo
- 1986 Angli e sassoni al di qua e al di là del mare
- 1987 Segni e riti nella chiesa altomedievale occidentale
- 1988 Bisanzio, Roma e l'Italia nell'alto Medioevo
- 1989 Santi e demoni nell'alto Medioevo occidentale: secoli V-XI
- 1990 L'ambiente vegetale nell'alto Medioevo
- 1991 Il secolo di ferro: mito e realtà del secolo X
- 1992 Committenti e produzione artistico-letteraria nell'alto Medioevo occidentale
- 1993 Mercati e mercanti nell'alto Medioevo: l'area euroasiatica e l'area mediterranea ISBN 887988039X
- 1994 Testo e immagine nell'alto Medioevo ISBN 8879880403
- 1995 La giustizia nell'alto Medioevo: secoli V-VIII ISBN 8879880411
- 1996 Il Caucaso: cerniera fra culture dal Mediterraneo alla Persia, secoli IV-XI ISBN 887988042X
- 1997 La giustizia nell'alto Medioevo, secoli IX-XI ISBN 8879880438
- 1998 Morfologie sociali e culturali in Europa fra tarda antichità e alto Medioevo ISBN 8879880446
- 1999 Ideologie e pratiche del reimpiego nell'alto Medioevo ISBN 8879880454
- 2000 Il feudalesimo nell'alto Medioevo ISBN 8879880462
- 2001 Roma nell'alto Medioevo ISBN 8879880470
- 2002 Roma fra Oriente e Occidente ISBN 8879880489
- 2003 Uomo e spazio nell'alto Medioevo ISBN 8879880497
- 2004 Cristianità d'Occidente e cristianità d'Oriente, secoli VI-XI (tomo 1 e 2) ISBN 8879880500
- 2005 Comunicare e significare nell'alto Medioevo ISBN 8879880519
- 2006 Comportamenti e immaginario della sessualità nell'alto Medioevo ISBN 8879880527
- 2007 Olio e vino nell'alto Medioevo ISBN 9788879881173
- 2008 L'acqua nei secoli altomedievali ISBN 9788879880602
- 2009 Città e campagna nei secoli altomedievali ISBN 9788879884204
- 2010 L'Irlanda e gli Irlandesi nell'alto Medioevo ISBN 9788879882347
- 2011 Le relazioni internazionali nell'alto Medioevo ISBN 9788879889681
- 2012 Scrivere e leggere nell'alto Medioevo (tomo 1 e 2) ISBN 978-88-7988-572-0
- 2013 Il fuoco nell'alto Medioevo ISBN 978-88-6809-006-7
- 2014 Chiese locali e chiese regionali nell'alto Medioevo ISBN 978-88-6809-046-3
- 2015 Le corti nell'alto Medioevo ISBN 978-88-6809-066-1
- 2016 L'alimentazione nell'alto Medioevo: pratiche, simboli, ideologie ISBN 978-88-6809-095-1
- 2017 Monachesimi d'Oriente e d'Occidente nell'alto Medioevo ISBN 978-88-6809-138-5
- 2018 Il gioco nella società e nella cultura dell'alto Medioevo ISBN 978-88-6809-160-6
- 2019 Le migrazioni nell'alto Medioevo ISBN 978-88-6809-252-8
- 2020 La conoscenza scientifica nell'alto Medioevo ISBN 978-88-6809-283-2
- 2021 L'infanzia nell'alto Medioevo ISBN 978-88-6809-315-0
- 2023 I Franchi ISBN 978-88-6809-384-6
- 2024 Il tempo nell'alto Medioevo ISBN 978-88-6809-411-9
- 2025 Profili del secolo XI ISBN 978-88-6809-450-8

### Atti dei congressi internazionali
- Atti del 1º Congresso internazionale di studi longobardi: Spoleto, 27-30 settembre 1951, Spoleto 1952
- Atti del 2º Congresso internazionale di studi sull'alto Medioevo: Grado, Aquilieia, Gorizia, Cividale, Udine, 7-11 settembre 1952, Spoleto 1953, rist. anast. nel 1999 ISBN 8879881019
- Atti del 3º Congresso internazionale di studi sull'alto Medioevo: L'Italia meridionale nell'alto Medioevo e i rapporti con il mondo bizantino: Benevento - Montevergine - Salerno - Amalfi, 14-18 ottobre 1956, Spoleto 1959
- Atti del 4º Congresso internazionale di studi sull'alto Medioevo: Pavia - Scaldasole - Monza - Bobbio, 10-14 settembre 1967, Spoleto 1969
- Atti del 5º Congresso internazionale di studi sull'alto Medioevo: Lucca, 3-7 ottobre 1971,  Spoleto 1973
- Atti del 6º Congresso internazionale di studi sull'alto Medioevo: Longobardi e Lombardia: aspetti di civiltà longobarda: Milano, 21-25 ottobre 1978, Spoleto 1980
- Atti del 7º Congresso internazionale di studi sull'alto Medioevo: San Benedetto nel suo tempo: Norcia, Subiaco, Cassino, Montecassino, 29 settembre-5 ottobre 1980, Spoleto 1982
- Atti del 9º Congresso internazionale di studi sull'alto Medioevo: Spoleto, 27 settembre-2 ottobre 1982, Spoleto 1983
- Atti del 10º Congresso internazionale di studi sull'alto Medioevo: Milano, 26-30 settembre 1983, Spoleto 1986
- Atti dell'11º Congresso internazionale di studi sull'alto Medioevo: Milano, 26-30 ottobre, 1987 Spoleto 1989
- Atti del 12º Congresso internazionale di studi sull'alto Medioevo: Poetry in the scandinavian middle ages: Spoleto, 4-10 settembre 1988, Spoleto 1990
- Atti del 13º Congresso internazionale di studi sull'alto Medioevo: Teoderico il Grande e i goti d'Italia: Milano, 2-6 novembre 1992, Spoleto 1993 ISBN 8879881124
- Atti del 14º Congresso internazionale di studi sull'alto Medioevo: Paolo Diacono e il Friuli altomedievale (secc. VI-X): Cividale del Friuli, Bottenicco di Moimacco, 24-29 settembre 1999, Spoleto 2001 ISBN 8879881132
- Atti del 15º Congresso internazionale di studi sull'alto Medioevo: Umbria cristiana: dalla diffusione del culto al culto dei santi, secc. IV-X:  Spoleto, 23-28 ottobre 2000, Spoleto 2001 ISBN 8879881140
- Atti del 16º Congresso internazionale di studi sull'alto Medioevo: I longobardi dei ducati di Spoleto e Benevento: Spoleto, 20-23 ottobre 2002, Benevento, 24-27 ottobre 2002, Spoleto 2003 ISBN 8879881159
- Atti del 17º Congresso internazionale di studio sull'alto Medioevo: Ravenna da capitale imperiale a capitale esarcale: Ravenna, 6-12 giugno 2004, Spoleto 2005 ISBN 8879881167
- Atti del 18º Congresso internazionale di studio sull'alto Medioevo: Carlo Magno e le Alpi: Susa, 19-20 ottobre 2006 - Novalesa, 21 ottobre 2006, Spoleto 2007 ISBN 9788879880664
- Atti del 19º Congresso internazionale di studio sull'alto Medioevo: I Magistri commacini: mito e realtà del Medioevo lombardo: Varese-Como, 23-25 ottobre 2008, Spoleto 2009 ISBN 9788879881777
- Atti del 20º Congresso internazionale di studio sull'alto Medioevo: Bizantini, longobardi e arabi in Puglia nell'alto medioevo: Savelletri di Fasano (BR), 3-6 novembre 2011, Spoleto 2012 ISBN 9788879885829
- Atti del 21º Congresso internazionale di studio sull'alto Medioevo: Matilde di Canossa e il suo tempo: San Benedetto Po - Revere - Mantova - Quattro Castella, 20-24 ottobre 2015, Spoleto 2016 ISBN 978-88-6809-114-9
- Atti del 22º Congresso internazionale di studio sull'alto Medioevo: Oltre l'alto Medioevo: etnie, vicende, culture nella Puglia normanno-sveva: Savelletri di Fasano (BR), 21-24 novembre 2019, Spoleto 2020 ISBN 978-88-6809-303-7